# Pachycnema colvillei
Pachycnema colvillei är en skalbaggsart som beskrevs av Dombrow 1999. Pachycnema colvillei ingår i släktet Pachycnema och familjen Melolonthidae. Inga underarter finns listade i Catalogue of Life.